# Old Gods of Asgard: Memory Thought Balance Ruin
Old Gods of Asgard: Memory Thought Balance Ruin é um álbum lançado via digital download com as 3 músicas gravadas pelo Old Gods of Asgard, que é um pseudônimo - ou Alter-ego - da banda de rock finlandesa Poets of the Fall, criada especialmente para o universo dos jogos eletrônicos da franquia Alan Wake. Por conta disso, as 3 músicas fazem parte da trilha-sonora dos jogos eletrônicos desta franquia.
O álbum foi lançado pelo selo Insomniac em 15 de Janeiro de 2016.

## Faixas
| # | Música                    | Duração | Episódio em que a música toca  |
| - | ------------------------- | ------- | ------------------------------ |
| 1 | Children of the Elder God | 3:41    | The Truth (Alan Wake)          |
| 2 | The Poet and the Muse     | 4:17    | The Truth (Alan Wake)          |
| 3 | Balance Slays the Demon   | 5:15    | Alan Wake's American Nightmare |